# Z Afryki
Z Afryki – album fotograficzny Ryszarda Kapuścińskiego, będący podsumowaniem jego wieloletniej pracy jako korespondenta prasowego i reportera w Afryce. Album posiada walory dokumentu i świetnej fotografii. W 2001 roku uhonorowany został wyróżnieniem w Konkursie Polskiego Towarzystwa Wydawców Książek „Najpiękniejsze Książki Roku” oraz Nagrodą im. Arkadego Fiedlera „Bursztynowy Motyl”.
Pierwsze wydanie (3000 egzemplarzy) ukazało się w roku 2000 nakładem wydawnictwa Buffi, Bielsko-Biała.